# タウラゲ
タウラゲ（リトアニア語: Tauragė、 発音）は、リトアニアの都市。タウラゲ郡の中心都市であり、タウラゲ地区自治体の中心都市でもある。ユーラ川沿いに位置する工業都市で、ロシア連邦・カリーニングラード州との国境やバルト海岸に近い。

## 都市の名称
リトアニア語で「タウラゲ」は2つの単語からなっている。1つは「タウラス」(tauras) で「野牛」を意味し、もう1つは「ラガス」(ragas) で「ツノ」を意味する。タウラゲの市章も野牛のツノをかたどったものとなっている。
タウラゲは、ドイツ語で Tauroggen 、ポーランド語で Taurogi 、 ロシア語で Таураге 、 イディッシュ語で טאווריק (Tovrik) と呼ばれる。

## 歴史
1655年にラジヴィウ家（ラドヴィラ家）の者が移り住んでから、タウラゲはリトアニアにおけるルター派の中心都市となった。ルドヴィカ・カロリナ・ラジヴィウがブランデンブルク辺境伯ルートヴィヒと結婚したことにより、1691年から1795年にかけてタウラゲはブランデンブルク＝プロイセン領となる。その後はロシア帝国領となった。
1807年6月21日、ロシア皇帝アレクサンドル1世とナポレオン・ボナパルトはタウラゲで休戦協定を結び、その後ティルジットで講和条約を結んだ。1836年、火災により市内の大半が焼失。
1915年、第一次世界大戦により、タウラゲ市内の施設の多くがドイツ軍によって破壊された。1927年9月9日、スメトナ政権に対する蜂起が起きた（タウラゲ蜂起）が、すぐに鎮圧された。1940年にソヴィエト連邦がリトアニアを占領すると、タウラゲ城は反体制派のリトアニア人やポーランド人捕虜を収監しておく場所として利用された。ソ連が占領していた1940年には多くの現地住民がシベリアへと送られた。ロマン・アブラモヴィッチの両親や親戚もシベリアへと送られたが、そのためにその後起きたホロコーストからは免れることができた。1941年6月22日、ドイツはバルバロッサ作戦を開始、ソ連軍が撤退し、タウラゲはその日のうちにドイツ国防軍に占領された。約4,000人のユダヤ人がタウラゲやその周辺の村で殺害された。1944年の秋、ソ連が再び占領したことでドイツの占領は終わった。その後1990年までソ連による占領は続いた。

## 人口
- 1650年 - 200人
- 1823年 - 200人
- 1833年 - 630人
- 1872年 - 5,818人
- 1897年 - 6,600人
- 1914年 - 10,000人
- 1923年 - 5,470人
- 1931年 - 6,122人
- 1935年 - 6,527人
- 1939年 - 10,561人
- 1959年 - 12,041人
- 1962年 - 14,000人
- 1970年 - 19,814人
- 1979年 - 25,966人
- 1989年 - 30,119人
- 2001年 - 29,124人
- 2005年 - 28,504人
- 2009年 - 27,696人

## 姉妹都市
- ベウハトゥフ（ ポーランド）
- Kutno（ ポーランド）
- Riedstadt（ ドイツ）
- ソヴィェツク（ ロシア）

## 著名出身者
- エルネスタス・シェトクス : プロサッカー選手
- タダス・エリオシウス : プロサッカー選手